# IES Felipe Solís Villechenous
El Instituto de Educación Secundaria Felipe Solís Villechenous es un centro educativo público y bilingüe ubicado en la ciudad de Cabra (Córdoba), que imparte enseñanzas de Educación Secundaria Obligatoria (ESO), Bachillerato, ciclos formativos de grado medio y de grado superior y educación especial.

## Historia
En la década de los 1950 el Sindicato Vertical franquista decidió crear un centro para convertir la mano de obra agrícola, que era muy extensa en la zona, en mano de obra profesional e industrial. El proyecto, cuyas obras comenzaron en febrero de 1955 en los terrenos de una huerta, contó con la ayuda del político egabrense José Solís Ruiz, el entonces delegado Nacional de Sindicatos. 
Se inauguró como Taller Escuela Sindical de Formación Profesional Felipe Solís Villechenous en honor al padre de José Solís, quien fue alcalde de Cabra entre 1926-1928 durante la dictadura de Primo de Rivera. Las primeras clases comenzaron a impartirse en el curso 1956-1957, aunque la inauguración oficial llegó el 23 de octubre de 1958 con la asistencia de José Solís. El primer curso tuvo 150 alumnos matriculados en las especialidades de Electricidad, Electrónica, Mecánica, Ajuste, Torno, Fresa, Soldadura y Carpintería, aunque en unos pocos años su alumnado aumentó hasta los 400 estudiantes. El 4 de mayo de 1961 se abrió un internado, inaugurado en una visita por el dictador Francisco Franco, ya que acudían numerosos alumnos de otras ciudades lejanas.
Tras el franquismo y la desaparición de su Organización Sindical, cambió su nombre por IES Felipe Solís Villechenous, llegando el número de estudiantes a seiscientos. En 1990, se añadieron a la formación profesional (posteriormente ciclos formativos) las enseñanzas básicas de ESO y Bachillerato.
Debido al crecimiento exponencial y radical del número de estudiantes y la oferta educativa, se comienzan unas obras de ampliación en el centro en 2008 que incluirán la construcción de tres nuevos edificios (el de Formación Profesional, el de Bachillerato y el gimnasio), la remodelación del patio y el edificio de Educación Secundaria Obligatoria y la creación de nuevas zonas verdes. Finalmente, las nuevas instalaciones fueron inauguradas por la consejera de Educación de la Junta de Andalucía Mar Moreno el 20 de noviembre de 2009 tras una inversión de 4,6 millones de euros.
En 2016 se celebró el 60 aniversario de la fundación del centro, llegando el número de estudiantes a unos mil aproximadamente. En noviembre de 2020 fue premiado con el sello de calidad eTwinning de la Unión Europea gracias al proyecto Class on screen, dirigido por el docente Juan Manuel Cardeñosa Torres.

## RevistaEl Espejo
Con motivo del 50 aniversario del centro educativo en 2006, la entonces directora Araceli García Flores decide publicar una revista cultural llamada El Espejo, en la que los alumnos y los profesores pueden participar aportando cualquier idea, desde recetas culinarias, hasta experiencias vividas, cómics o dibujos realizados a mano, poemas y cuentos. La presentación contó con el apadrinamiento del poeta madrileño Luis Alberto de Cuenca, exdirector de la Biblioteca Nacional de España y exsecretario de Estado de Cultura de España, siendo desde entonces publicada anualmente.

## Oferta educativa
- ESO
- Bachillerato
- FP Básica
  - Electricidad y Electrónica
- Grado medio
  - Gestión Administrativa
  - Instalaciones Eléctricas y Automáticas
  - Instalaciones de Telecomunicaciones
  - Soldadura y Calderería
  - Producción Agroecológica
- Grado superior
  - Sistemas de Telecomunicación e Informáticos
  - Administración y Finanzas
  - Prevención de Riesgos Profesionales
- Educación especial[11]